# Informatique affective
L’informatique affective ou informatique émotionnelle, (en anglais, affective computing) est l'étude et le développement de systèmes et d'appareils ayant les capacités de reconnaître, d’exprimer, de synthétiser et modéliser les émotions humaines.
C'est un domaine de recherche interdisciplinaire couvrant les domaines de l'informatique, de la psychologie et des sciences cognitives qui consiste à étudier l’interaction entre technologie et sentiments,.

## Historique
Les bases du domaine semblent avoir été posées par les premiers questionnements sur les émotions au XIXe siècle avec l'essor de théories comme la théorie de James–Lange. La branche moderne de l'informatique trouve son origine dans les travaux de Rosalind Picard et son article fondateur de 1995, sur l'Informatique affective.
Si l’émotion est fondamentale pour l’expérience humaine, elle doit l'être également dans la conception des technologies de demain, selon l' affective Computing Group du  MIT Media Lab qui travaille à la fois à concevoir de nouveaux capteurs pour que les machines comprennent nos émotions,,, à créer de nouvelles techniques pour que les machines puissent les évaluer, et également (mais c’est plus compliqué), à créer des machines apprenant à exprimer des émotions en réponse aux émotions qu’elles reçoivent d’un être humain.
L'informatique affective s'est beaucoup développée et l'IEEE publie une revue spécifique.

## Technologies de l'informatique affective

### Indicateurs Physiologiques
L'activité physiologique d'un individu est étroitement liée à ses états émotionnels. Le système nerveux autonome (notamment les branches sympathique et parasympathique) contrôle différentes réponses physiologiques qui peuvent être mesurées par des techniques simples. Par exemple, des modifications du rythme cardiaque, de la pression artérielle, de la température corporelle, des rythmes électro-encéphalograhiques, de la conductance cutanée, peuvent intervenir à la suite d'événements émotionnellement chargés. Les appareils de mesure associés sont issus ou dérivés du monde médical et, pour la plupart, sont devenus aisément accessibles en dehors de ce domaine, moyennant une perte possible de précision et/ou de robustesse. Leur fabrication par un particulier est même aujourd'hui possible,. Il s'agit ici, respectivement, de l'électrocardiographe (ECG) ou du cardio-fréquencemètre, du tensiomètre ou sphygmomanomètre, du thermomètre, du galvanomètre et de l'électroencéphalographe (EEG).

### Voix et émotion
La voix est un outil de communication, elle permet de se mettre en relation avec l’autre et de recevoir l’autre par sa voix. La voix est aussi un mode d'expression émotionnel, elle permet de transmettre et partager des informations et des émotions avec autrui.
L'étude de la voix est donc d'un intérêt particulier pour l'informatique affective : en effet, le comportement vocal et le ton employé jouent un rôle important dans l'interprétation par autrui dans un contexte donné (une négociation, un conflit, une prise de décision, une compétition, etc). Savoir écouter l'autre et dialoguer sur le même ton vocal ou son contraire est donc important pour la machine pour comprendre, et discerner les sous-entendus de son interlocuteur.
La reconnaissance vocale est une technique informatique qui permet d'analyser la voix humaine captée au moyen d'un microphone pour la transcrire sous la forme d'un texte exploitable par une machine.
On distingue dans la voix 3 paramètres caractéristiques :
- L'intensité : L'air, expulsé des poumons, remonte dans le larynx, vers les cordes vocales. La pression (variable) de l'air exercée sous les cordes vocales va définir l'intensité de la voix (qui se mesure en décibels). 50 à 60 dB pour une conversation, jusqu'à 120 dB pour le chant lyrique.
- La fréquence : L'air traverse les cordes vocales, qui (commandées par le cerveau) s'ouvrent et se ferment. Le nombre d'ouvertures/fermetures par seconde correspond à la fréquence de la voix (ou tonalité ou hauteur), grave, aigüe ou medium, qui se mesure en hertz. Une voix médium : 100 Hz pour un homme, 200 Hz pour une femme.
- Le timbre. L'air circule alors dans les résonateurs (gorge, bouche, fosses nasales) et va prendre son timbre. Elle peut être nasillarde, chaude, sensuelle, métallique, blanche, etc.

De nos jours, la reconnaissance vocale est utilisée pour retranscrire l'oral à l'écrit ou dialoguer sous forme de questions/réponses. Le deep structured Learning permet aujourd'hui à la reconnaissance vocale d'atteindre des taux d'erreurs relativement faibles (5,5 % pour la reconnaissance vocale d'IBM, alors que l'humain a un taux d'erreur de 5,1 %).
Toutefois, la reconnaissance vocale a ses limites. En effet, pouvant être facilement usurpée, elle ne peut pas servir de moyen d'authentification par exemple. Se pose aussi le problème des différents accents au sein d'une langue (le français et le québécois par exemple) qui peuvent poser problème à la compréhension.

### Expression faciale
La reconnaissance faciale semble être la technologie biométrique la plus naturelle et la plus simple à mettre en pratique. En effet, les expressions faciales sont naturellement utilisées pour envoyer des messages émotionnels entre individus. C'est pourquoi il est intéressant, pour une communication Homme-Machine, que les machines puissent aisément reconnaître et comprendre les expressions du visage et réagir en conséquence.
Les logiciels de reconnaissance faciale sont capables d'identifier les individus selon la morphologie de leur visage à partir d'une image ou d'un capteur photo. L'efficacité de la reconnaissance faciale dépend de trois facteurs clés :
- La qualité de l'image
- L’algorithme d'identification
- La fiabilité de la base de données[16]

De nos jours, la reconnaissance faciale est un domaine maîtrisé et peut être utilisé à des fins très diverses. Par exemple, un logiciel de reconnaissance faciale installé sur un dispositif mobile (tel que smartphone, tablette ou ordinateur) équipé d'une caméra, permet à un utilisateur d'accéder à un compte, et remplace ainsi l'utilisation d'un mot de passe pour s'authentifier. En matière de lutte contre la délinquance, cette technologie permet d'identifier des suspects.
Cependant, la reconnaissance des émotions et des humeurs chez l'homme par les machines grâce aux expressions faciales reste encore à un stade embryonnaire. Bien qu'il existe aujourd'hui des logiciels capables de reconnaître des expressions, telles qu'un sourire, la reconnaissance et le traitement des émotions ne sont que très peu utilisées aujourd'hui et restent à un statut de projet.

### Expression corporelle
La communication non verbale (ou langage corporel) désigne dans une conversation tout échange n'ayant pas recours à la parole. Elle ne repose pas sur les mots, mais sur les gestes (actions et réactions), les attitudes, les expressions faciales (dont les micro-expressions) ainsi que d'autres signaux, conscients ou inconscients. Tout le corps fait passer un message aussi efficace que les mots que l'on prononce. De plus, les interlocuteurs réagissent inconsciemment aux messages non verbaux mutuels. La communication non verbale ajoute donc une dimension supplémentaire au message, parfois en contradiction avec celui-ci. C'est pourquoi il est intéressant, pour une communication Homme-Machine, que les machines puissent aisément identifier les expressions corporelles et réagir en conséquence.
Toutefois, la reconnaissance des expressions corporelles a ses limites. En effet, bien qu'il existe des similitudes, les expressions corporelles n'ont pas toujours la même signification selon les cultures. De plus, le langage corporel n'est un langage appris explicitement mais plutôt implicitement par intériorisation et imitation. Il n'y a donc pas d'interprétation clairement définie du langage corporel. Edward Sapir, le célèbre linguiste et anthropologue disparu en 1939, avait écrit : “Nous réagissons aux signaux corporels (…) en accord avec un code secret et sophistiqué qui n’est écrit nulle part, n’est connu de personne mais est compris par tous.”

## Alertes concernant les risques de dérives
L'historien israélien Yuval Noah Harari met en garde contre les techniques d'analyse de sentiments : « Nous devons comprendre que la colère, la joie, l'ennui et l'amour sont des phénomènes biologiques, tout comme la fièvre et la toux ; et que la même technologie capable d'identifier une toux peut aussi reconnaître un rire. Si des entreprises et des gouvernements commencent à collecter en masse nos données biométriques, ils pourraient nous connaître mieux que nous ne nous connaissons nous-mêmes, prédire nos émotions, les manipuler, et nous vendre tout ce qu'ils veulent — un produit ou un politicien. Une surveillance biométrique ferait ressembler les méthodes de vol de données de Cambridge Analytica à des vestiges de la préhistoire. Imaginons la Corée du Nord en 2030, où chaque citoyen porterait en permanence un bracelet biométrique : en écoutant un discours du ‘Leader suprême', si le bracelet détecte des signes de colère, la personne est perdue ».
Patrick Breyer, à propos du projet « iBorderCtrl » (visant à utiliser l'IA pour renforcer le contrôle aux frontières de l'Union européenne, a été actif de 2016 à 2019 ; il ciblait les passages terrestres de migrants ou voyageurs venant de pays tiers), alerte également à propos du développement des IA de reconnaissance faciale et de caméras intelligentes (ou « augmentées »), dédiées à la surveillance :« Les systèmes de détection des comportements suspects créent progressivement une société uniforme composée d'individus passifs qui cherchent simplement à ne pas se faire remarquer. Une telle société sous surveillance est invivable ».
En 2019, la chercheuse Shoshana Zuboff alerte sur le capitalisme de surveillance : « Les capitalistes de surveillance savent tout de nous, mais leurs activités sont conçues pour rester invisibles. Ils accumulent des domaines immenses de savoir sur nous, mais ce savoir ne nous est pas destiné : il sert à prédire notre avenir — pour le profit d'autrui. Ces opérations, initialement fondées sur le surplus comportemental extrait de notre navigation, nos recherches, nos usages des réseaux sociaux, englobent aujourd'hui chaque mouvement, chaque conversation, chaque expression faciale, chaque son, texte ou image… jusqu'à pénétrer notre expérience intime : nos voix, nos visages, nos personnalités et nos émotions ».

## Encadrement juridique
Pour protéger les personnes physiques dans les contextes d'utilisation de systèmes d'intelligence artificielle, le projet de règlement européen sur l'IA (avril 2021) prévoit à son article 52 des obligations de transparence pour certains systèmes :
1. Les fournisseurs doivent s'assurer que les systèmes d'IA destinés à interagir avec des personnes physiques sont conçus et développés de manière à informer clairement celles-ci qu'elles interagissent avec un système d'IA, sauf si cela est évident selon le contexte d'usage ;
2. Les utilisateurs de systèmes de reconnaissance des émotions ou de catégorisation biométrique doivent informer les personnes concernées sur le fonctionnement du système[21].

## Exemples d'applications
- Interface empathique
- Interface homme-machine
- Kismet